# Campo della Salute

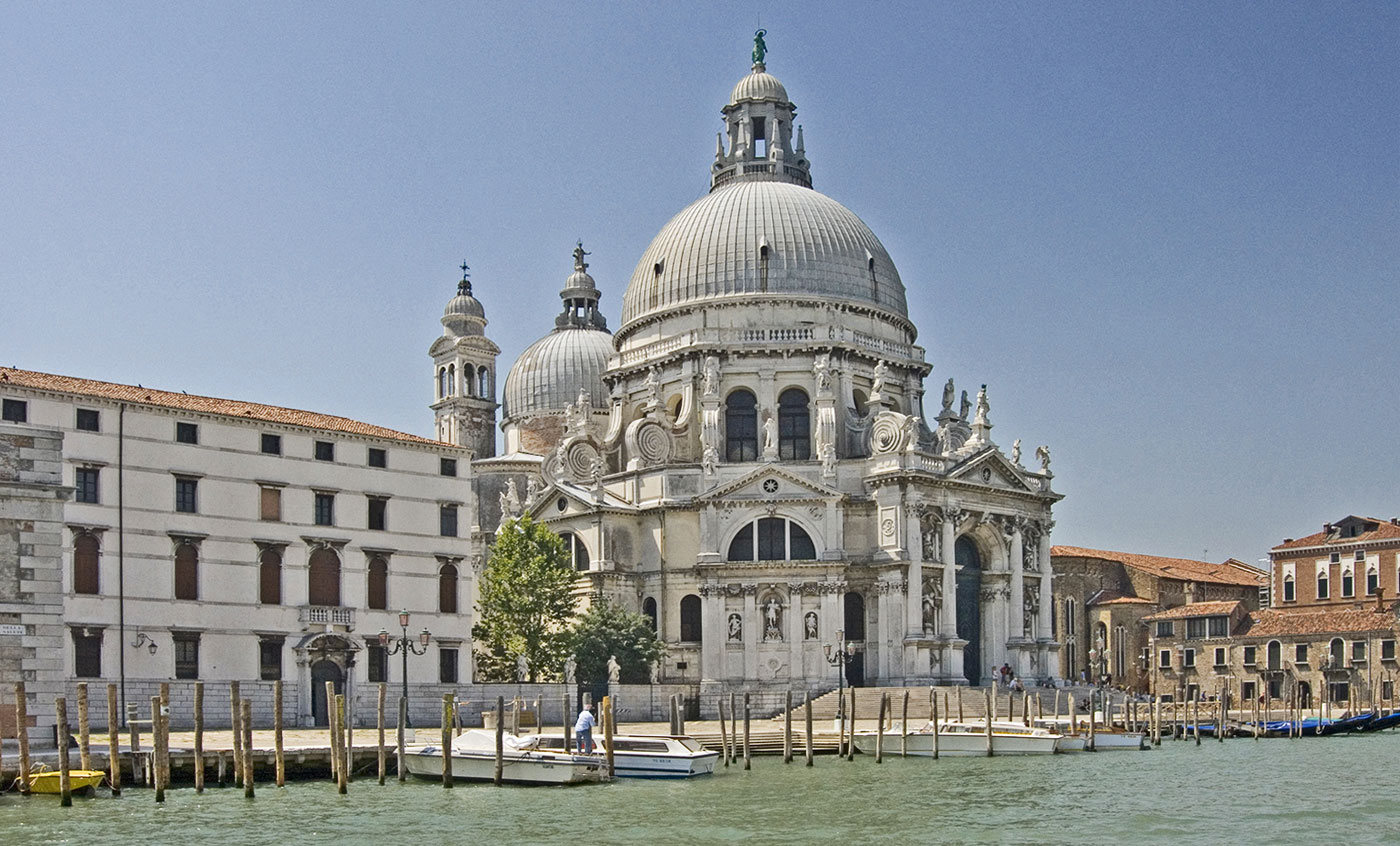
Campo della Salute văzut de pe malul opus al Canal Grande.

Campo della Salute este un campo din Veneția în sestiere Dorsoduro, deschis la Canal Grande și apropiat de Punta della Dogana. Mărginit la vest de Rio della Salute, el este dominat de Bazilica Santa Maria della Salute, Seminarul Patriarhal și partea din spate a Dogana da mar. Este, fără îndoială, unul dintre cele mai vizibile campi de pe Canal Grande și subiect al nenumăratelor picturi ale lui Canaletto. El este dominat de fațada impunătoare a bazilicii, consacrată în 1687 și operă a lui Baldassarre Longhena, ridicată în semn de mulțumire pentru scăparea orașului de ciumă în 1630.
În semn de mulțumire, aici are loc în fiecare an, la 21 noiembrie, Festa della Madonna della Salute, în care sunt unite malurile opuse ale Canal Grande (de la biserica Santa Maria del Giglio la Calle di San Gregori), printr-un pod de bărci impresionant.
Trotuarul din față, aparent proiectat de însuși Longhena, este ornat cu marmură albă între pietrele vechi de secole și are la capătul său o scară largă care coboară către Canal Grande. Peste Rio della Salute se observă frumoasele abside gotice ale bisericii San Gregorio.
Importanța Campo della Salute în viața de zi cu zi a orașului (nu doar datorită sărbătorii menționate mai sus și a importanței religioase a bisericii și a seminarului) este foarte relevantă pentru absența aproape totală a caselor învecinate. Cu toate acestea, el este o destinație de neratat pentru turiști și amatorii de monumente istorice, oferind o vedere impresionantă asupra Canal Grande și a monumentelor de pe malurile sale.